# Culicoides furensoides
Culicoides furensoides is een muggensoort uit de familie van de knutten (Ceratopogonidae). De wetenschappelijke naam van de soort is voor het eerst geldig gepubliceerd in 1955 door Williams.